# Parroquia de María Auxiliadora (Orense)
La Parroquia de María Auxiliadora es un templo católico del siglo xx ubicado en Orense (Galicia, España). La iglesia se encuentra anexa al Colegio Plurilingüe María Auxiliadora, perteneciente a la orden de los salesianos.

## Historia
Los salesianos, asentados en Vigo desde 1894, llegaron a Orense gracias a la labor de David Touriño, quien logró traer a varios hermanos a la ciudad entre 1904 y 1910, donde ocuparon un terreno a orillas del río Miño así como los edificios existentes en el mismo (inicialmente destinados y habilitados para el establecimiento de una fábrica de curtidos), donación de Carlota Vázquez Sarmiento efectuada en 1897 con el consentimiento de su esposo y demás herederos. Constituido el colegio el 21 de noviembre de 1910, en 1911 se empezó a impartir un módulo de capacitación agraria (servicio hasta entonces inexistente en la ciudad) dada la importancia del sector agrario en Orense en aquel entonces, siendo el centro conocido como Colonia agrícola Nuestra Señora de los Remedios. Con cuarenta alumnos de enseñanza básica en el curso 1911-1912, el complejo pasó a denominarse Colonia María Auxiliadora; después se llamaría Instituto María Auxiliadora y, finalmente, Colegio María Auxiliadora.
Debido a problemas económicos y a la precariedad de las instalaciones, la comunidad de hermanos salesianos consideró en múltiples ocasiones la posibilidad de dejar la ciudad, sobre todo en 1915, la década de 1920 (un grave incendio destruyó las instalaciones en 1925, si bien las mismas fueron reconstruidas con fondos obtenidos gracias a una suscripción popular) y 1931, año de la proclamación de la Segunda República Española, caracterizada, entre otros aspectos, por el sentimiento anticlerical y los ataques a edificios e instituciones religiosas. Pese a los convulsos cambios políticos y a la Guerra Civil, el colegio siguió estando operativo, produciéndose importantes acontecimientos en la década de 1940 tales como la solicitud de impartir bachillerato (siendo el primer curso el de 1944-1945) y el levantamiento de un nuevo complejo de edificios para el colegio, el primero de ellos el internado, abierto en 1949, aunque ya funcionaba desde 1917.
Respecto a la iglesia, las obras para la construcción del templo, cuyos planos, aprobados por Renato Ziggiotti (quien a la postre sería rector mayor), fueron elaborados por el director del colegio José Saburido con ayuda del hermano salesiano José Peitado, empezaron el 7 de noviembre de 1950, siendo el mismo inaugurado el 23 de mayo de 1954 y celebrándose al día siguiente una misa pontificial presidida por Marcelino Olaechea, arzobispo de Valencia, en colaboración con el obispo de Orense Ángel Temiño Sáiz y el obispo de Tuy José López Ortiz, si bien la parroquia no sería creada hasta el 31 de enero de 1983. En 1955 el colegio tuvo el honor de ser considerado obra de interés social por el gobierno, festejándose las bodas de oro de la estancia salesiana en la ciudad en 1961, las cuales fueron presididas por el cardenal Fernando Quiroga Palacios, y las bodas de diamante en 1986.

## Descripción

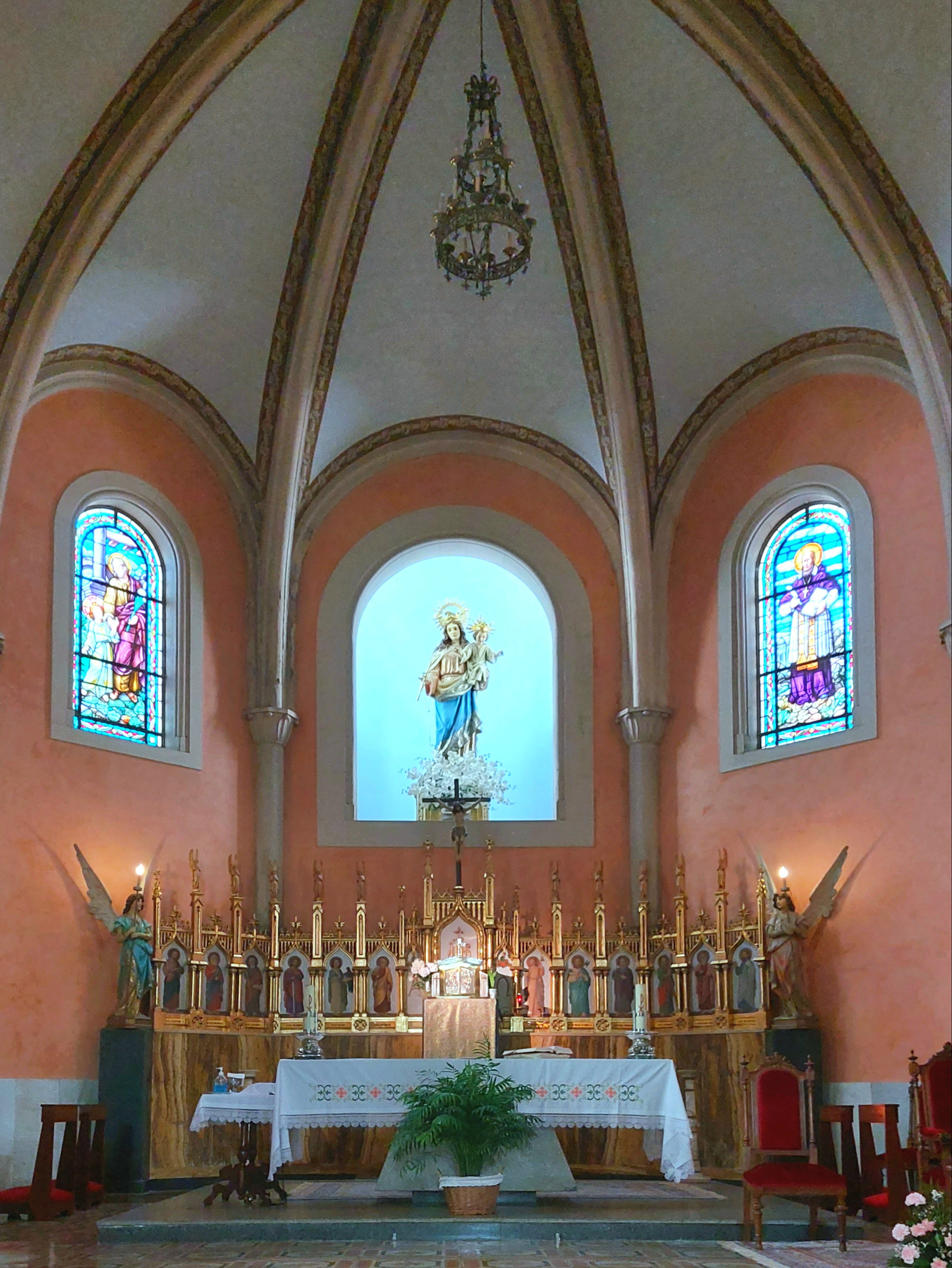
Capilla mayor

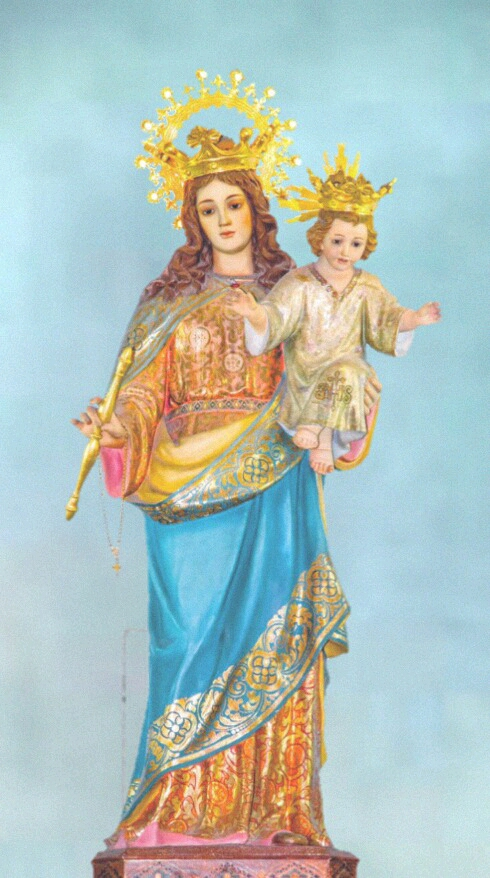
Talla de María Auxiliadora

### Exterior
La fachada destaca por su sobriedad y sencillez, acorde a la estética de los templos modernos, aunque muestra trazos arquitectónicos clásicos, como una gran puerta en arco de medio punto compuesta por cuatro arquivoltas con jamba y capitel. Destacan dos ventanales rematados también en arco de medio punto así como un rosetón sobre la puerta de entrada, sobresaliendo igualmente el reloj y el campanario, de base cuadrada con dos vanos en cada una de sus cuatro caras y coronado por pináculos y una llamativa estructura cónica. Frente al edificio se halla la Plaza de Don Bosco, presidida por una imagen pétrea del sacerdote acompañado por varios niños.

### Interior
Respecto al interior, el templo alberga tres naves con techo artesonado divididas por columnas de fuste liso en las que se apoyan pronunciados arcos peraltados. Posee unas dimensiones de 54 metros de largo, 17 de ancho y 13 de alto, lo que lo convierte en el de mayor capacidad de la diócesis. La capilla mayor, de planta semicircular con bóveda de crucería compleja compuesta por siete nervios unidos entre sí en la parte inferior por notables arcos peraltados sostenidos por columnas embutidas y en la zona superior por una sencilla clave de la que cuelga una pequeña lámpara votiva, contiene un retablo dorado en estilo neogótico el cual muestra las imágenes pictóricas de los doce apóstoles situadas bajo arcos conopiales coronados por pináculos y dividas en dos grupos de seis por el sagrario, hallándose todo el conjunto coronado a su vez por doce ángeles y un crucifijo. Por su parte, la mitad superior del muro del trasaltar alberga una hornacina en arco de medio punto presidida por una escultura de tamaño superior al natural de María Auxiliadora, titular de la parroquia, destacando la presencia de una puerta en la parte posterior de la hornacina la cual permite el acceso a la misma. Para completar el conjunto, a cada lado de la imagen de la Virgen se ubican dos vitrales que proporcionan luz al altar mayor. En total, el templo posee 30 vidrieras (obra de la firma viguesa La Belga) las cuales muestran en su mayoría la cruz de Cristo con símbolos eucarísticos en el centro, si bien en el ábside, a ambos lados de la talla de María Auxiliadora, se pueden contemplar imágenes de San José y San Francisco de Sales.
Frente al presbiterio se hallan emplazados dos retablos de un solo cuerpo con tres calles y banco que, al igual que el de la capilla mayor, presentan policromía dorada y estilo neogótico: el de la izquierda está presidido por una talla del Sagrado Corazón de Jesús decorada con motivos florales que suplen la ausencia de imágenes a ambos lados, mientras que el de la derecha lo preside una imagen de Don Bosco, hallándose a la izquierda una estatua de Santo Domingo Savio y a la derecha una escultura de Santa María Mazzarello. Ambos retablos se caracterizan por mostrar arcos conopiales bajo gabletes coronados por ornamentadas agujas y cinco tallas de ángeles. En la calle central de cada uno destaca, además, un doselete compuesto por cinco arcos conopiales así como sendos arbotantes en los extremos de las calles laterales. Próximo al retablo de Don Bosco se ubica una tabla con quince pinturas, la mayor parte escenas de la vida de Jesús: Anunciación; Nacimiento de Jesús; Presentación en el Templo; Bautismo; Transfiguración; Resurrección de Lázaro; Domingo de Ramos; La Última Cena; Muerte en la Cruz; Descenso a los infiernos; Ascensión y Venida del Espíritu Santo (las otras tres escenas corresponden a San Jorge, San Miguel y Santo Tomás). 
En la nave, la cual posee acceso al colegio en el lado del evangelio, destacan otras tres imágenes: en el lado de la epístola una pequeña talla de Santa Rita de Casia y, a ambos lados de la puerta de entrada, un Cristo crucificado a la izquierda y una estatua de San Antonio de Padua a la derecha. Junto a la puerta de acceso se hallan a su vez dos paneles de bronce de gran tamaño en tonos oscuros con imágenes en altorrelieve, obra de Diego de Giráldez: el de la derecha, fechado en 2012, presenta el Bautismo de Jesús (frente al cual se ubica una sencilla pila bautismal), mientras que el de la izquierda, datado en 2010, muestra una imagen de Cristo con los brazos extendidos y custodiado a ambos lados por los rostros de diez mártires salesianos.

## Nuestra Señora de los Remedios
La parroquia acoge todos los años una novena en honor a la Virgen de los Remedios, cuya capilla se halla a escasos metros de la iglesia. Durante años el colegio salesiano custodió una talla de la Virgen inspirada en la ubicada en el templo; tras un incendio en el que la imagen de la Capilla de los Remedios resultó destruida, la Parroquia de María Auxiliadora cedió la talla que custodiaba para que esta fuese venerada en el santuario, recibiendo en su lugar una nueva imagen elaborada en 2014 y en un principio destinada a reemplazar a la estatua perdida en el siniestro.

## Galería de imágenes

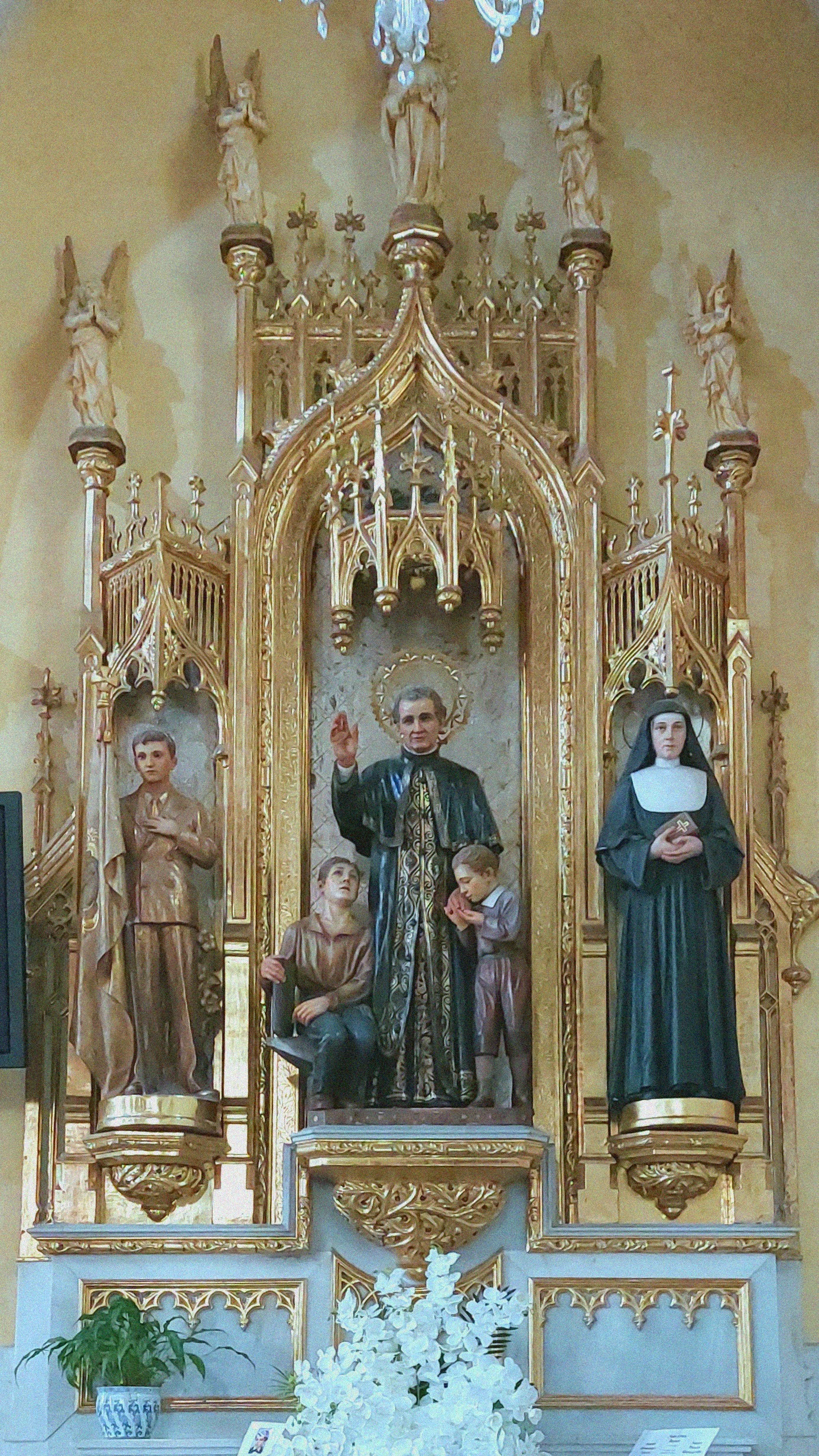
Retablo de Don Bosco.
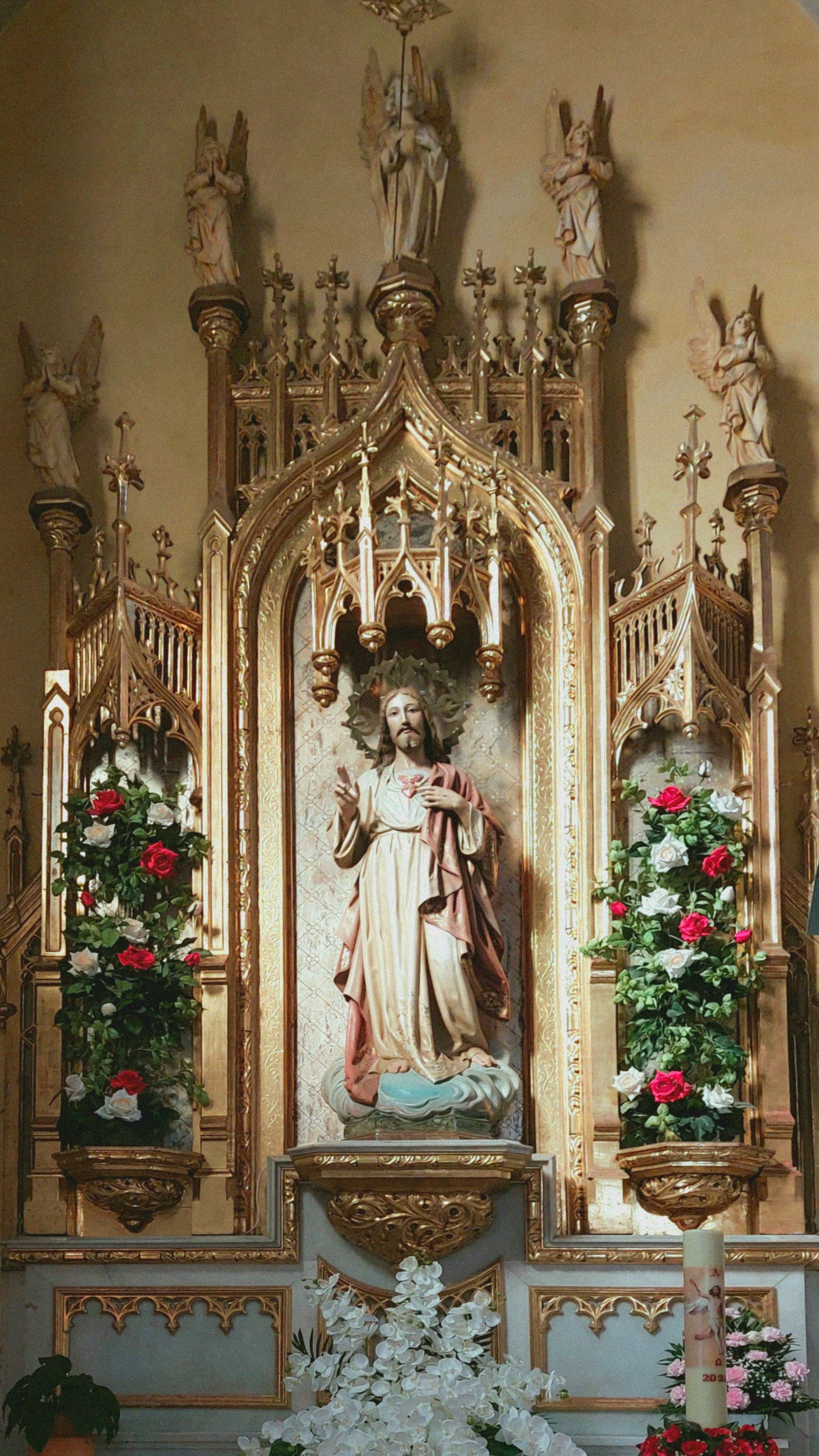
Retablo del Sagrado Corazón.
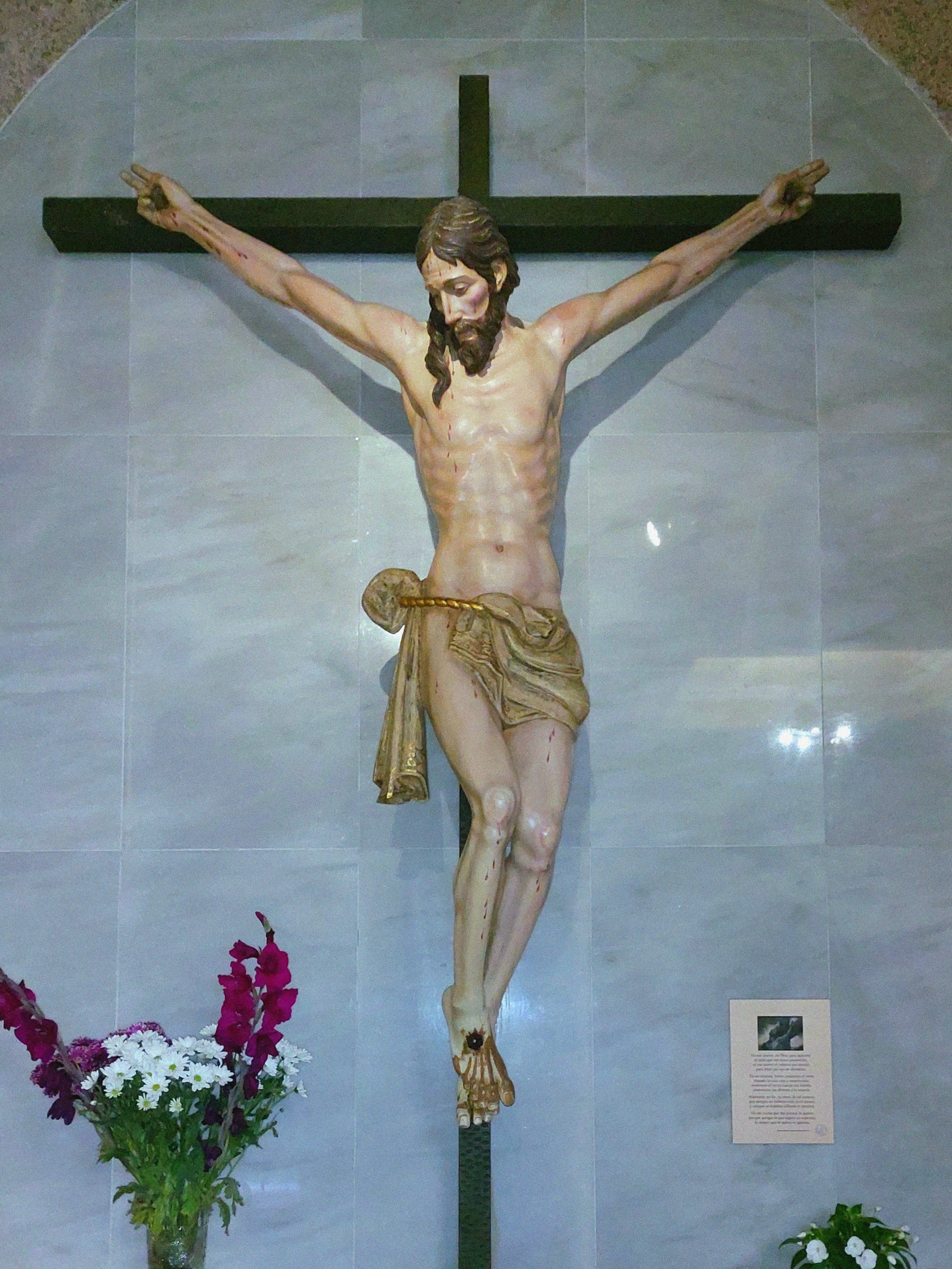
Talla de Cristo crucificado.
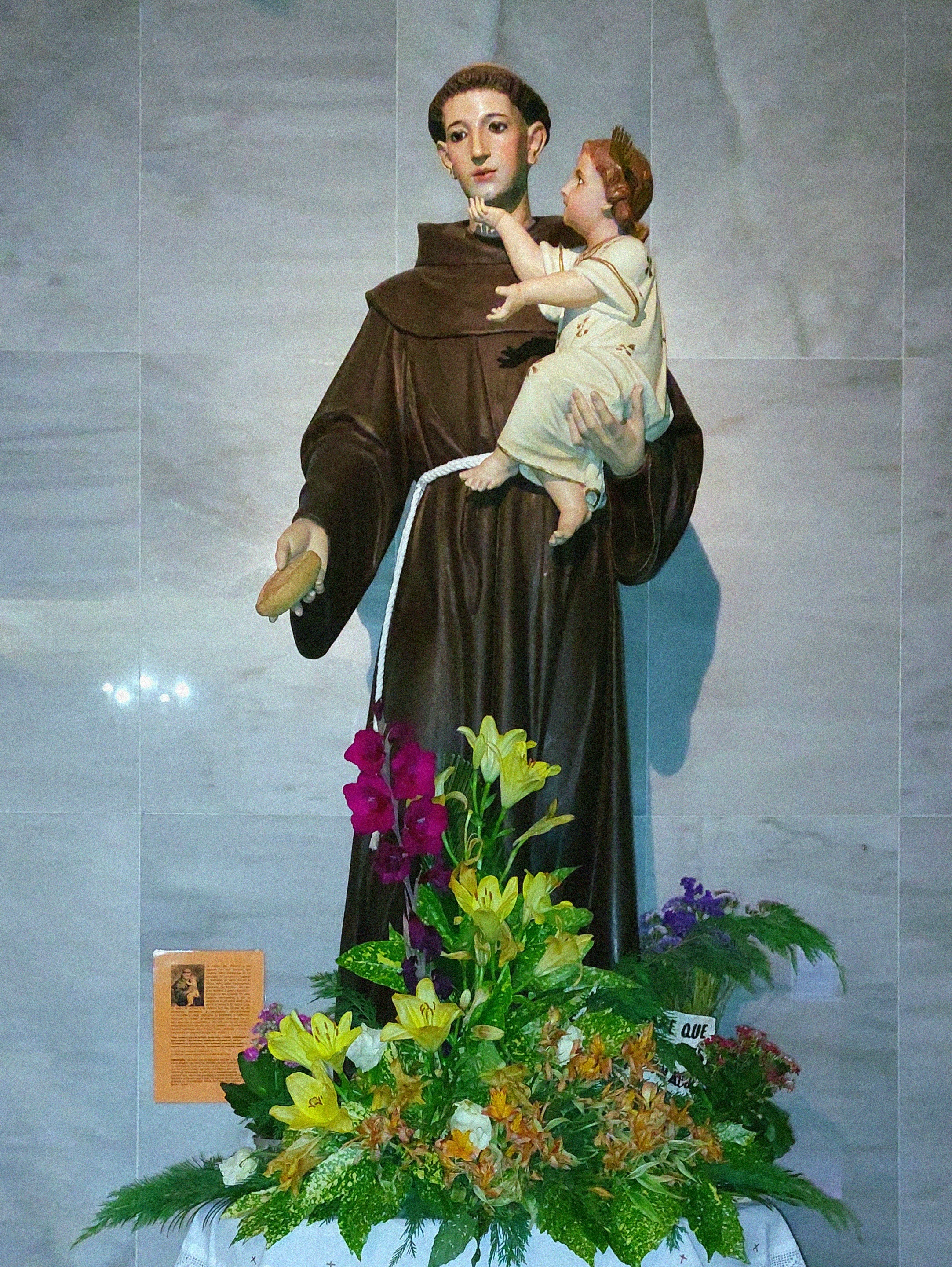
Talla de San Antonio de Padua.
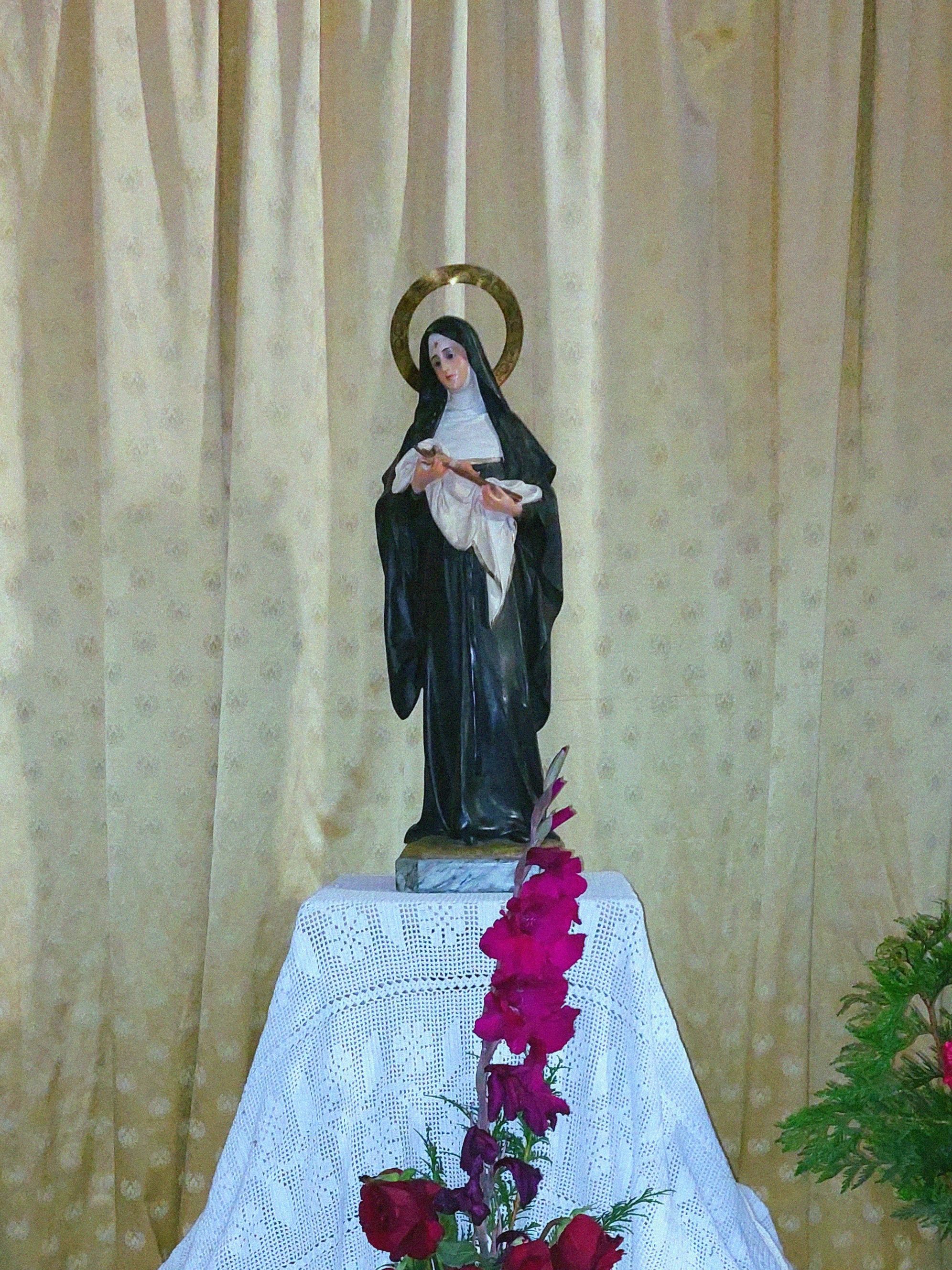
Talla de Santa Rita de Casia.
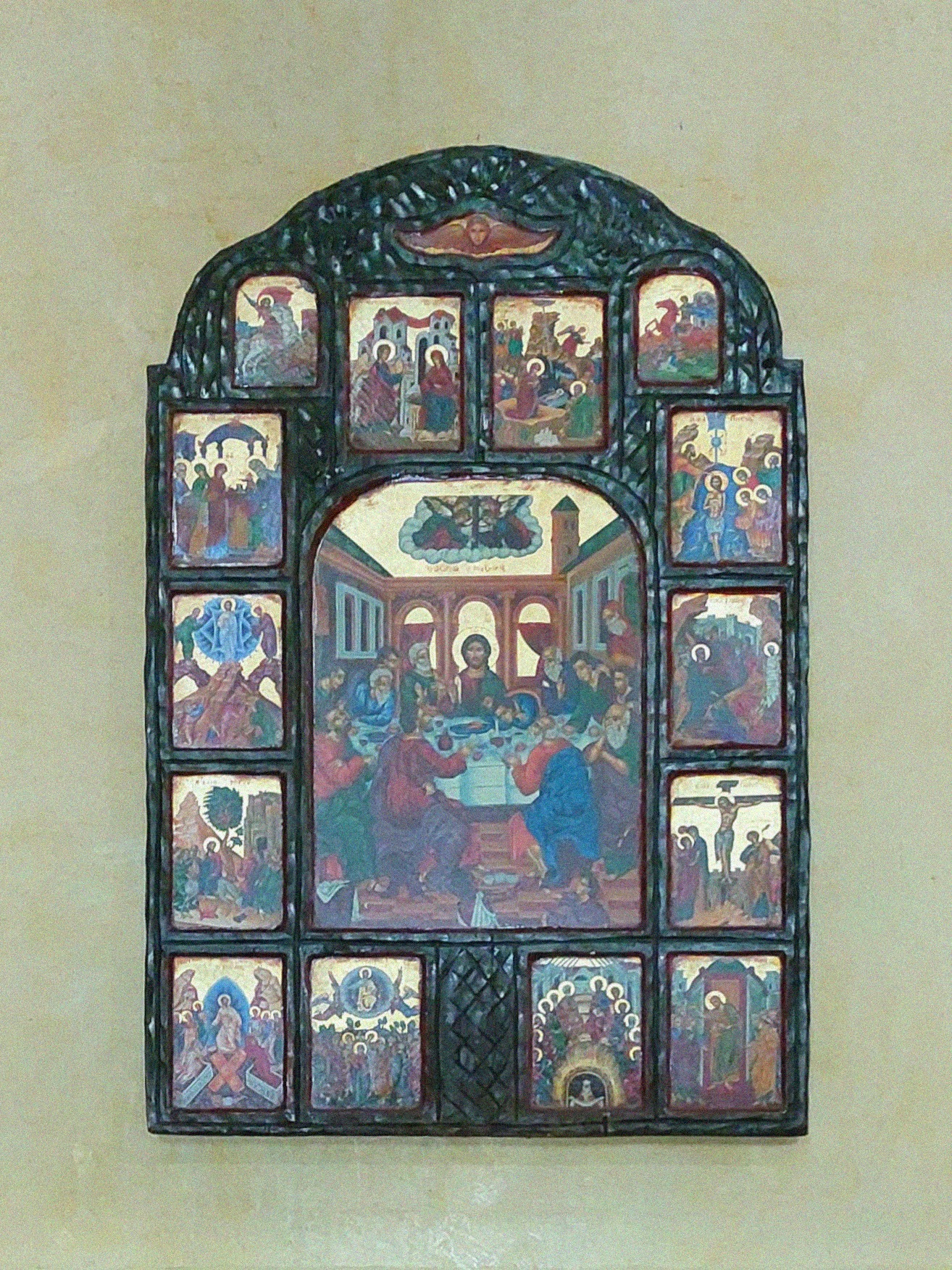
Tabla con escenas de la vida de Jesús.
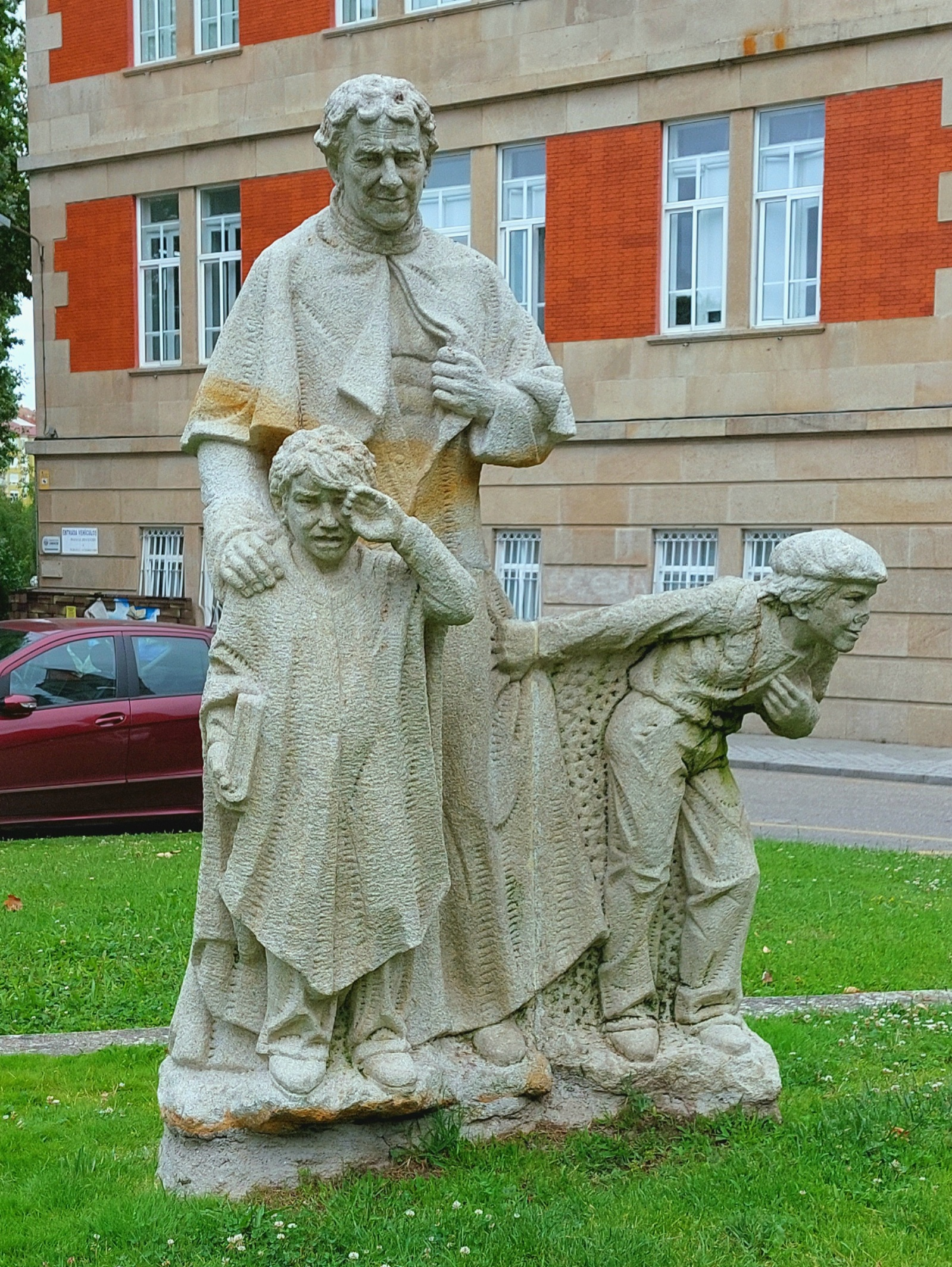
Estatua de Don Bosco en la plaza homónima.